# Academia naval
Una academia o escuela naval es una institución de carácter militar que ofrece educación de nivel de pregrado a los futuros oficiales de la Armada de un país. El entrenamiento naval comúnmente tenía lugar solo en el mar hasta el siglo XX, incluso si los buques estaban permanentemente amarrados. Por ejemplo, tanto la escuela naval francesa como la británica se construyeron en una época relativamente reciente sus instalaciones de entrenamiento en tierra firme. Esto contrasta con sus homólogos militares del Ejército de tierra, como la academia militar de Saint Cyr y la Real Academia Militar de Sandhurst, que tienen una historia más extensa. Algunos países pueden llevar a cabo el entrenamiento de sus futuros oficiales navales en una universidad civil, cuando por motivos económicos resulta más práctico utilizar sus infraestructuras. En varios países de habla hispana, suele diferenciarse entre la escuela encargada de formar a los oficiales y la institución encargada de formar a los suboficiales.

## Armada Imperial Japonesa

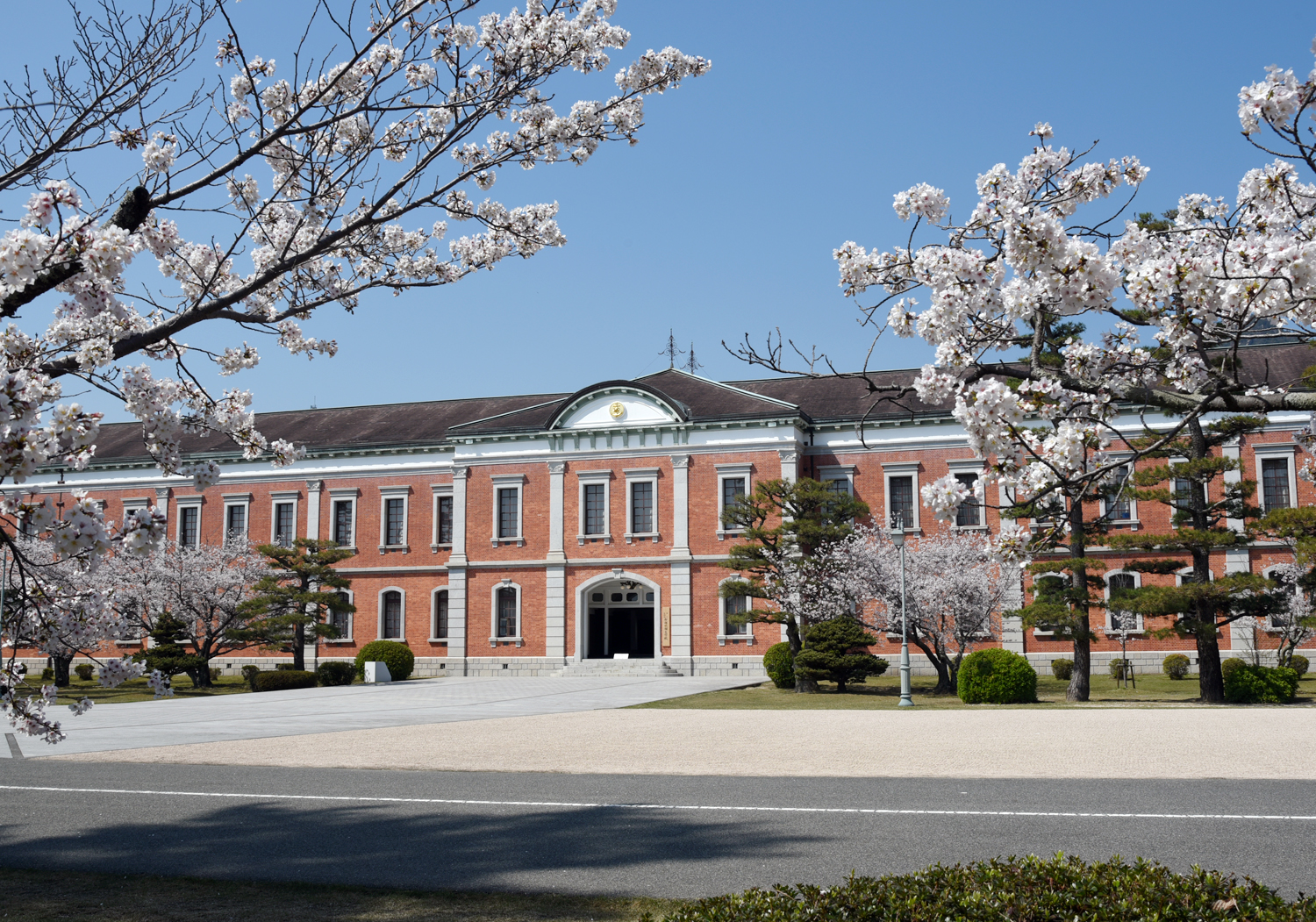
La sede de la Academia Naval Imperial Japonesa en Etajima.

La Academia Naval Imperial Japonesa (en japonés: 海軍兵学校, rōmaji: Kaigun Heigakkō) era una academia naval establecida para preparar a los oficiales de la Armada Imperial Japonesa. Origináriamente estaba situada en Nagasaki, fue trasladada a Yokohama en 1866, y de nuevo fue trasladada en 1869, esta vez a Tsukiji, Tokio; y Etajima (Hiroshima) en 1888. Los alumnos pasaban entre 3 y 4 años y tras graduarse recibían el rango de Kaigun Shōi (guardiamarina), alcanzando el rango de alférez, tras un período de servicio activo y un crucero en el extranjero. La sede de la Academia Imperial Naval Japonesa se encontraba en Etajima. La academia fue clausurada en 1945, al abolirse la Marina Imperial. Actualmente, el edificio sirve como la sede de la academia de candidatos a oficiales de la Fuerza Marítima de Autodefensa de Japón.

## Deutsche Marine

Insignia naval de la Armada Alemana.

La Academia Naval de Mürwik (en alemán: Marineschule Mürwik) en Flensburgo-Mürwik es una Academia de la Marina de Alemania, una institución para el entrenamiento de oficiales. El castillo, el edificio donde se aloja la escuela, fue construido en el año 1910, sirviendo de modelo el Castillo de Malbork. En la Academia Naval de Mürwik se imparte una formación que emplea los métodos actuales y la tecnología moderna. El Gorch Fock es el buque escuela de la escuela. La academia cuenta con un museo y un planetario. El aula de la escuela, está adornada con la escudos de los estados y las ciudades del Imperio alemán.

## US Navy
La Academia Naval de los Estados Unidos, ubicada en Annapolis, Maryland, es una institución para el entrenamiento de los oficiales comisionados del Cuerpo de Marines y la Armada de los Estados Unidos. Fue fundada en Annapolis, Maryland en 1845, por James K. Polk, el undécimo Presidente de los Estados Unidos, y fue reorganizada entre 1850 y 1851. Las mujeres fueron admitidas por primera vez en 1976. Los graduados son condecorados con el título de licenciado en ciencias y una delegación como alférez en la Armada de los Estados Unidos o como subteniente en la Cuerpo de Marines de los Estados Unidos.